# Reichshofstadion
Das Reichshofstadion ist ein Fußballstadion in der österreichischen Marktgemeinde Lustenau im Bundesland Vorarlberg. Es dient als Heimstätte des Fußballclubs SC Austria Lustenau, der in den Saisonen 2022/23 und 23/24 in der höchsten österreichischen Spielklasse vertreten war und aktuell in der 2. Liga spielt. Die ursprüngliche, 1951 errichtete Spielstätte wurde 2023 zugunsten eines Neubaus abgerissen. Am 19. Juli 2025 wurde das neue Stadion unter dem Namen „SUN MINIMEAL Arena“ mit einem Testspiel gegen den deutschen Bundesligisten FC Augsburg offiziell eröffnet.

## Geschichte
Eröffnet wurde das Stadion als „Reichshofstadion“ im Jahr 1951. Erst 1953 erhielt die Sportstätte ihre erste richtige Tribüne.
1995 erfolgte ein Umbau der Haupttribüne und im Jahr 2000 erhielt das Spielfeld aus Naturrasen eine Rasenheizung.
Ursprünglich besaß das Stadion eine Leichtathletikanlage, diese musste allerdings teilweise zusätzlich aufgestellten Tribünen weichen, sodass die Anlage de facto als reines Fußballstadion diente.
Es bot Platz für insgesamt 4592 Zuschauer.
Ab der Winterpause 2006/07 spielte auch der FC Lustenau seine Heimspiele im Reichshofstadion, da die Bundesliga das Stadion an der Holzstraße für untauglich hält. Nach dem Zwangsabstieg des FC Lustenau dient das Stadion seit der Saison 2013/14 wieder ausschließlich der Austria Lustenau als Heimstätte.
Im Jahr 2007 diente das Reichshofstadion als Austragungsort der Großgruppen-Vorführungen im Rahmen der Welt Gymnaestrada.

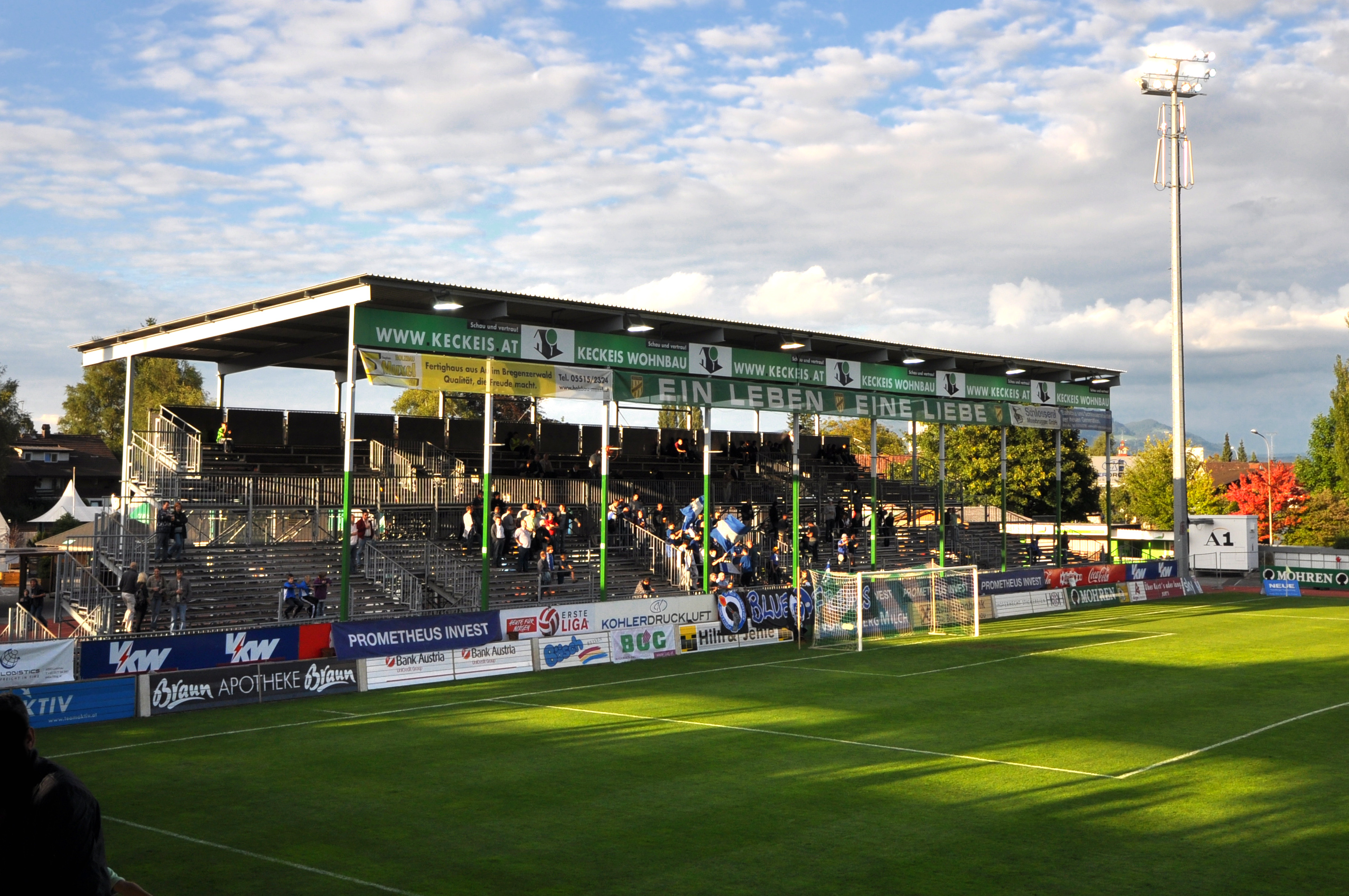
Die Nordtribüne

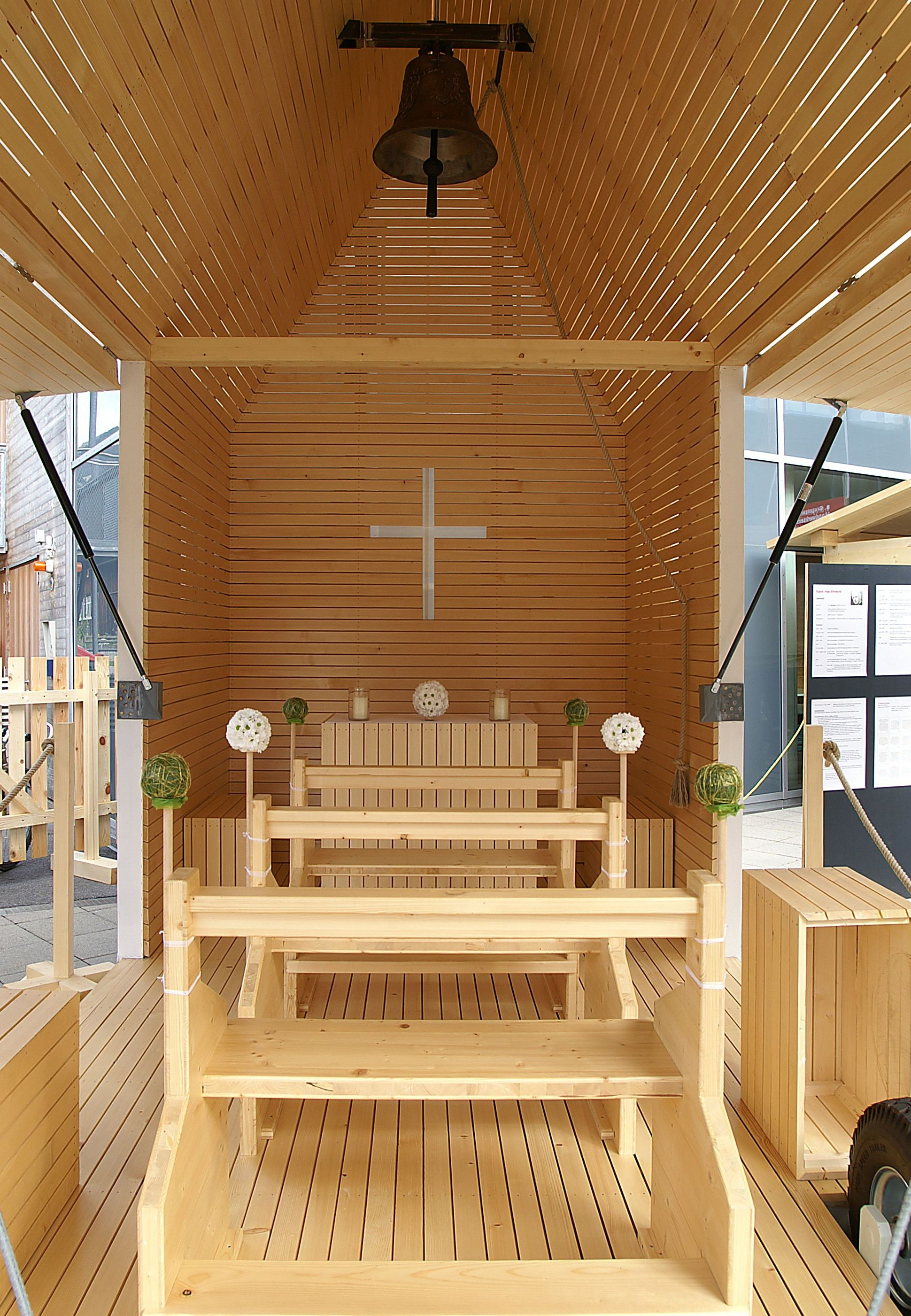
Die Hugo-Kleinbrod-Kapelle

Seit November 2017 laufen Planungen und Überlegungen für eine Erneuerung des Stadions mit einem angestrebten Fassungsvermögen von rund 7000 Plätzen (davon 3000 Sitz- und 4000 Stehplätze). Geplanter Baubeginn war im Mai 2019. 2020 wurde ein neuer Plan mit 5500 Plätzen (davon 3.500 Sitz- und 2.000 Stehplätze) vorgestellt. Planer der neuen Sportstätte sind die Architekten Bernardo Bader und Walter Angonese gemeinsam mit dem Fußballclub und der Gemeinde. Die Kosten dafür wurden mit 18 Millionen € veranschlagt. Die Errichtung soll zwischen November 2023 und Sommer 2025 erfolgen.

### Namensgebung
Im Februar 2018 wurde das „Reichshofstadion“ nach einem Sponsorenwechsel in „Planet Pure Stadion“ umbenannt. Seit der Saison 2021/22 wird wieder die traditionelle Bezeichnung des Stadions geführt.

### Neubau
Am 4. Dezember 2023 erfolgte der erste Spatenstich für das neue Stadion, derweilen das alte abgerissen wurde. Es wurde am 19. Juli 2025 unter dem neuen Namen „SUN MINIMEAL Arena“ mit einem Testspiel gegen den deutschen Bundesligisten FC Augsburg offiziell eröffnet.

## Hugo-Kleinbrod-Kapelle
Am 3. August 2007 wurde im Reichshofstadion die Hugo-Kleinbrod-Kapelle eröffnet. Das Stadion verfügt nun als erstes in Österreich über eine eigene Kapelle. Fans des SC Austria Lustenau können ab sofort im Stadion heiraten oder ihre Kinder taufen lassen.
Diese Kapelle ist dem ehemaligen Lustenauer Pfarrhelfer Hugo Kleinbrod gewidmet. Kleinbrod hatte, als er aus der Kriegsgefangenschaft nach dem Zweiten Weltkrieg zurückgekehrt war, um arme Kinder und Waisen gekümmert – und 1951 das Vorarlberger Kinderdorf gegründet.
Die Kapelle wurde geplant vom Architekten Hugo Dworzak.